# Acrospermum chilense
Acrospermum chilense är en svampart som beskrevs av Minter, Peredo & A.T. Watson 2007. Acrospermum chilense ingår i släktet Acrospermum och familjen Acrospermaceae.   Inga underarter finns listade i Catalogue of Life.